# Weilerswist
Weilerswist település Németországban, azon belül Észak-Rajna-Vesztfália tartományban. Lakosainak száma 17 826 fő (2023. december 31.). Weilerswist Euskirchen és Zülpich községekkel határos.

## Népesség
A település népességének változása:
| Lakosok száma | 12 162 | 17 500 | 17 619 | 17 602 | 17 763 | 17 826 |
|               | 1975   | 2017   | 2019   | 2021   | 2022   | 2023   |